# 萬藝園
萬藝園（英語：Kaleido Park）是香港一個擬議興建的花藝文化娛樂主題公園，最初擬議選址為大嶼山竹篙灣（香港迪士尼樂園二期預留用地）。項目由香港企業家方仁傑和花藝大師寶賀深於2018年提出，2020年宣佈放棄租用香港迪士尼樂園二期預留用地。

## 歷史

### 香港迪士尼樂園二期預留用地長期空置

#### 2017年
- 9月 — 香港政府成立土地供應專責小組並於2018年舉辦土地供應諮詢檢視香港土地供應的來源，社會有意見認為應把空置了近10年的香港迪士尼樂園二期預留用地用作其他用途。

#### 2018年
- 2月 — 時任香港迪士尼樂園度假區行政總裁劉永基指香港迪士尼樂園二期預留用地安排由華特迪士尼公司及香港政府商討，但他指只要符合土地用途原則上不反對用地短期轉作其他用途[1]
- 4月 — 有報導指香港政府與華特迪士尼公司於2019年按程序讓香港迪士尼樂園二期預留用地認購權自動續期5年，現正積極商討作短期用途[2]
- 6月13日 — 商務及經濟發展局局長邱騰華出席立法會會議時表示正研究香港迪士尼樂園二期預留用短期用途，當局正與不同團體商討使用該地安排。但因處於洽談階段故未能透露詳情，同時強調因地契限制不會考慮作房屋發展。

### 積極籌備

#### 2018年

萬藝園標誌

- 6月18日 — 商務及經濟發展局局長邱騰華在荷蘭諾德維克豪特出席萬藝園合作協議簽署儀式，合作協議由香港活動籌辦商方仁傑與荷蘭花藝專家寶賀深簽署、邱騰華與荷蘭對外貿易及發展合作大臣Sigrid Kaag共同見證。邱騰華指知悉籌辦商考慮把Kaleido Park設於香港迪士尼樂園二期預留用地，當局歡迎任何善用用地的短期旅遊項目並會與荷蘭和籌辦商緊密合作促成項目落實[3]。活動籌辦商方仁傑說約一年前與香港政府溝通講述興建鮮花主題公園的概念，但他指由於仍在設計階段故尚未申請短期租約。方仁傑指園區內的花預計會定期更換，小型展區或2至3月變轉一次、大型展區則可能3個月。他預計公園會舉辦親子活動、教育活動和提供餐飲服務，但由於香港氣候問題公園未必全年開放[4]
- 7月 — 香港政府指截至2018年6月底尚未收到由Kaleido Park籌辦商就二期用地提出短期租賃申請[5]
- 10月 — 旅遊事務署回覆專頁TourisMan.hk指Kaleido Park籌辦商已於9至10月期間申請短期租用香港迪士尼樂園二期預留用地，地政總署正按機制處理[6]
- 11月 — 籌辦商方仁傑接受專訪時指9月已向地政總署申請短期租用香港迪士尼樂園二期預留用地並計劃至少租用五年，Kaleido Park暫稱為「萬藝園」。他指佔地約10.8公頃的萬藝園由分兩期落成，由佔8.3公頃的花藝公園、佔1.5的培植中心Kaleido Lab和佔1公頃的Kaleido X展覽體驗中心三部分組成。整個萬藝園投資約數億港元，預計第一期花園最快2019年開幕。票價初步定為120至220港元[7]

### 正式撤回

#### 2019年
- 8月 — 旅遊事務署回覆專頁TourisMan.hk指萬藝園籌辦商正進一步研究具體發展計劃及細節，香港迪士尼樂園二期預留用地短期租約申請仍未獲批出。[8]

#### 2020年
- 1月 — 地政總署表示萬藝園籌辦商於2019年撤回租用香港迪士尼樂園二期預留用地的申請，因此停止處理有關申請。籌辦商回覆指因租賃年期、土地限制、基建不足為由撤回租用申請[9]，表明與一連串社會活動無關。籌辦商指對香港前景感到樂觀，已另外申請一塊位於紅磡的用地作萬藝園之用。